# Реморенко, Игорь Михайлович
И́горь Миха́йлович Реморенко (род. 11 апреля 1971 года, Красноярский край, РСФСР, СССР) — российский педагог, ректор Московского городского педагогического университета (2013), занимал должности от заместителя директора департамента до заместителя министра в Министерстве образования и науки РФ (2004—2013). Доктор педагогических наук (2019), член-корреспондент РАО (2021), действительный государственный советник Российской Федерации 2 класса.

## Биография
В 1988 году окончил школу, получил серебряную медаль.
Также обучался в физико-математической школе при Новосибирском государственном университете, которую окончил с отличием.
В 1993 году окончил психолого-педагогический факультет Красноярского государственного университета по специальности «Математика» с квалификацией «математик-преподаватель».
С 1991 по 1997 год работал преподавателем математики, заместителем директора по учебно-воспитательной работе в средней школе № 52 города Красноярска.
В 2001 году защитил кандидатскую диссертацию по теме «Формирование ценности эстетического отношения школьников в открытом образовательном пространстве».
В 2019 году в Российском университете дружбы народов защитил докторскую диссертацию по теме «Государственно-общественное регулирование образования: инновации и тенденции развития», доктор педагогических наук. Автор десятков статей и  нескольких монографий.

## Работа в системе управления образованием
В 1997 году Игорь Реморенко переходит на работу в Управление образования администрации Красноярского края на должность главного специалиста по экспертизе и инновационной политике.
В 2003—2004 годах работает координатором программ Национального фонда подготовки кадров.
В 2004 году становится заместителем директора Департамента государственной политики и нормативно-правового регулирования в сфере образования Минобрнауки России.
В 2007—2011 годах возглавляет ряд департаментов в Минобрнауки (Департамент государственной политики и нормативно-правового регулирования в сфере образования, Департамент государственной политики в образовании Министерства, Департамент стратегического развития).
В 2009 году Указом Президента РФ присвоен классный чин действительного государственного советника Российской Федерации 2 класса.
В феврале 2011 года распоряжением Председателя Правительства РФ назначен статс-секретарём — заместителем министра образования и науки, курирующем правовые вопросы и законодательную работу Минобрнауки.
В июне 2012 года после назначения министром образования и науки Дмитрия Ливанова остаётся заместителем министра, но с другим кругом курируемых вопросов — государственная политика в сфере общего и дополнительного образования, воспитания и социализации детей и юношества, взаимодействия с субъектами Российской Федерации по вопросам содержания и организации общего и дополнительного образования, направлений государственной политики в этой сфере, изменений нормативной правовой базы, обеспечения разработки и реализации федеральных государственных образовательных стандартов и федеральных государственных требований общего образования, организации формирования системы повышения квалификации и профессиональной переподготовки педагогических работников и руководителей общеобразовательных учреждений и образовательных учреждений дополнительного образования детей, опеки и попечительства в отношении несовершеннолетних граждан. На посту замминистра также курировал национальную образовательную инициативу «Наша новая школа».
В июне 2013 года появились сообщения о возможной отставке Игоря Реморенко и назначении на его место первого заместителя руководителя Департамента образования города Москвы Вениамина Шаевича Каганова. Но последний был назначен вместо уволенного в этом же месяце другого заместителя министра Игоря Федюкина (курировал вопросы науки и аттестации научно-педагогических кадров). Сам Реморенко заявил, что подумывает об уходе с государственной службы, чтобы заняться интересным проектом.
В конце июля 2013 года освобождён от должности заместителя министра образования и науки и назначен и. о. ректора Московского городского педагогического университета. В ноябре 2013 года избран ректором данного университета.

## Награды
- Орден Дружбы (2009, Южная Осетия) — за большой личный вклад в дело укрепления дружественных отношений между народами, активное содействие процессам восстановления объектов образования Южной Осетии и подготовки высококвалифицированных специалистов для республики[18].